# Lišany (district de Louny)
Pour les articles homonymes, voir Lišany.
Lišany (en allemand : Lischan) est une commune du district de Louny, dans la région d'Ústí nad Labem, en Tchéquie. Sa population s'élevait à 159 habitants en 2021.

## Géographie
Lišany se trouve à 12 km à l'ouest de Louny, à 46 km au sud-ouest d'Ústí nad Labem et à 65 km à l'ouest-nord-ouest de Prague.
La commune est limitée par Bitozeves au nord, par Postoloprty à l'est et au sud, par Zálužice au sud-ouest, et par Staňkovice à l'ouest.

## Histoire
La première mention écrite du village date de 1411.

## Transports
Par la route, Lišany se trouve à 10 km de Žatec, à 13 km de Louny, à 63 km d'Ústí nad Labem et à 80 km de Prague.